# Prsten lásky
Prsten lásky (v německém originále Der Liebesring) je jednoaktová romantická opera českého skladatele Jana Nepomuka Škroupa na libreto německého básníka Hermanna Theodora von Schmida. Premiéru měla v pražském Stavovském divadle dne 18. prosince 1861.

## Vznik a historie díla
Jan Nepomuk Škroup (stejně jako jeho bratr František) psal řadu hudby pro divadlo, zejména příležitostné skladby a hudby k činohrám. V žánru opery však uvedl svá díla až ve zralém věku. Jeho jinošské dílo, opera Elfriede na německé libreto (1828), zůstala neprovedena, další opera Švédové v Praze na český text (1845) čekala na provedení přes dvacet let. První operou J. N. Škroupa, která se dostala na jeviště jeho domovské scény, Stavovského divadla, byl proto jednoaktový Prsten lásky. Libreto Hermanna Theodora von Schmida, na námět pověsti o Karlu Velikém zaznamenaném Petrarcou, získalo roku 1857 cenu spolku německých hudebníků Deutsche Tonhalle, poprvé je roku 1860 zhudebnil Ernst Krähmer a poté řada dalších skladatelů (Franz Mair, Richard Genée, Carl Witting, Friedrich Baumfelder). Z českých skladatelů napsal operu na stejné libreto i František Zdeněk Skuherský. Měla premiéru již 26. února 1861 v Innsbrucku a Prozatímní divadlo ji uvedlo v češtině pod názvem Lora v roce 1868.
Škroupova opera byla poprvé uvedena 18. prosince 1861; protože se jednalo o jednoaktovku, byla hrána ve spojení s „tklivohrou“ (Rührstück, plačtivé drama) Der Spielwaarenhändler. Při premiéře sklidila „dobrý úspěch“, skladatel byl vyvoláván. Podle dobové německé kritiky nabízelo cenou poctěné libreto řadu vděčných momentů, ale také nástrah, které skladatel jen zčásti překonal. Česká kritika vyčítala českému skladateli německé libreto. Na repertoáru se aktovka J. N. Škroupa neudržela.

## Osoby a první obsazení
| osoba                                          | hlasový obor | premiéra (18.12.1861) |
| ---------------------------------------------- | ------------ | --------------------- |
| Klaus, rybář                                   | bas          | Eilers                |
| Lore, jeho dcera                               | soprán       | Eleonora z Ehrenbergů |
| Hanno, mladý rybář                             | tenor        | Bernard               |
| Geislin, převozník                             | bas          | Krén                  |
| Kníže Bohemund                                 | baryton      | Hardtmuth             |
| Isaura, princezna, jeho nevěsta                | soprán       | Mik                   |
| Rusalka                                        | mluvená role | Gebhardt              |
| Rybáři, vesničané, dvořané knížete a princezny |              |                       |
| Dirigent: Jan Nepomuk Škroup                   |              |                       |

## Děj opery
(Horská krajina s jezerem a rybářskou chalupou v popředí, podvečer)
Před svým příbytkem sedí chudý a počestný rybář Klas s dcerou Lorou a jejím nastávajícím Hennem a spravují sítě (introdukce a tercet Nun steigt die Dämmerung kühlend nieder). Zítra se mají Lora a Henno stát manželi. Ženich své nevěstě vyznává lásku, ale také chce od ní slyšet, zda jej má skutečně ráda a zda mu bude věrnou ženou. Loru takové otázky den před svatbou urážejí (duet Wo willst du hin? s ariosy Du bist es, die ich lieb' und ehre a Wie bin ich Arme zu beklagen!). Jestli o ní Hanno pochybuje, je ještě čas svatbu zrušit. Hanno se omlouvá; a už přicházejí vesničané blahopřát mladému páru (sbor Laßt erklingen Liedeslaut). Klaus je vítá. Mezi příchozími je i vychloubačný převozník Geißlin, který připomíná místní pověru (recitativ Ihr werthen Freunde, Nachbarn, seid gegrüßt! a romance Der Kaiser Karl hatt' einmal ein Lieb).
Za dávných časů upadl císař Karel pro ztrátu své milenky do těžké, život ohrožující trudnomyslnosti. Aby jej uzdravil, vhodil biskup Turpin prsten lásky, talisman této královské vášně, na dno jezera. I čarodějka, jejímž dílem byla tajemná síla prstenu, byla za trest vypovězena a musí pobývat tak dlouho v hlubině jezera, dokud ji nevysvobodí nevěsta, která prsten nalezne a použije jej správným způsobem. Od té doby je ve vsi, která leží na břehu zmíněného jezera a která je dějištěm příběhu, lidový obyčej, že každá nevěsta musí v předvečer své svatby veslovat na loďce po jezeře a z úlovků své rybářské sítě potom může hádat, jaký má být její budoucí osud.
Po odchodu vesničanů vše utichne a setmí se. K jezeru náhodně zabloudí na lovu pán zdejší země, kníže Bohemund (recitativ a árie Sieh' da – zum dunklen Seegestad'… Ha wie des Waldes Odem). Současně se vrací Lora ze své plavby přes jezero, při níž skutečně nalezla onen prsten na ploutvi chycené ryby. Ačkoli svého ženicha Hanna vřele miluje, přece nedokáže odolat tomu, aby kouzlo prstenu nepodrobila zajímavé zkoušce a nasadila si jej. Přítomný kníže k ní vzplane ihned vášní (duet Hier bin ich! Gott sei Dank, daß es mir gelang… Komm', o komm an die heiße verlangende Brust). Klečícího před Laurou jej naleznou Klaus, Hanno a ostatní vesničané, ale i náhodně přišedší Bohemundova nevěsta, princezna Isaura. Bez ohledu na námitky ohromených vesničanů i budoucího tchána, prosby a zapřísahání Hannovy i Isauřiny výčitky odloží kníže všechny ohledy na své postavení a bez okolku označí Loru za budoucí panovnici. A to tím spíše, že Lora s tím vypadá srozuměna (scéna s kvintetem a sborem Was seh' ich – soll ich meinen Augen Trau'n?... Nun ist mein Los entschieden).
Princezna Isaura se snaží Loru přesvědčit o tom, jak nešťastný je život ve městě a u dvora, ale tyto argumenty rybářskou dceru nepřesvědčí – ostatně Isauře samotné, jak se zdá, její postavení svědčí (recitativ a duet Mein schönes Kind, hör' einen Augenblick… Sei klug mein Kind und laß dir rathen). Teprve když osamí, začne o situaci přemýšlet: pomyšlení na život v bohatství, z nějž by mohla prospívat i svému otci a celé vesnici, ji láká, současně jí ale svírá srdce pomyšlení na věrného Hanna (scéna a árie Sieh da, ich bin allein… Wie floß mein leben leise… O seliges Entzücken).
Hanno je nešťasten. Navíc kníže není jediný, kdo podlehl moci prstenu; i starý Geißlin se přichází ucházet o Loru (recitativ s Hennovou písní Wie stand mein liebend Hoffen a tercetem Hab' dich als Kind auf den Armen getragen). Proti dotěrnému sousedovi zakročí Hanno s kuráží, před svým zeměpánem však musí volky nevolky ustoupit.
Bohemund se vrací se slavnostním průvodem, aby odvedl rybářskou dceru na knížecí hrad (sbor Lasset die fröhlichen Lieder erschallen). Ale předchozí scéna přivedla Loru k rozhodnutí zprostit se kouzla, které jí začíná být nepříjemné, a nadále za svůj osud děkovat jen sama sobě. Když jí kníže podává ruku, vyprosí si Lora ještě čas na rozmyšlenou – chce vědět, kdo ji miluje skutečně pro ni samu. Odhodí prsten zpět do jezera a očekává svého budoucího ženicha.
Scéna se náhle mění. Knížeti padají šupiny z očí a jeho láska uhasíná tak rychle, jak vzplála; Geislin nahlíží své poblouznění a jen Hanno zůstává věrný. Bohemund a princezna jsou šťastni stejně tak jako vesničané a jako hrdinové opery, kteří navíc požívají i knížecí velkomyslnosti. Ale šťastny jsou i kouzelné moci, neboť rusalka vynořující se z vln jezera zvěstuje, že Lora správným využitím svého nálezu staré kouzlo zrušila (finále Prinzessin – wie?… Vernehmt mir erst… s melodramem rusalky Nimm meinem Dank, du einfach kindlich Herz a sborem Wohl und, des Himmels Walten).